# アメリカ陸軍基礎訓練
アメリカ陸軍基礎訓練（初期入隊訓練、英: United States Army Basic Training, ブートキャンプとも）は、個人がアメリカ陸軍兵士、アメリカ陸軍予備役、アメリカ陸軍州兵になるために行う肉体的、精神的な訓練プログラムである。合衆国内のいくつかの基地で行われている。基礎訓練は非常に激しく、挑戦的に行われる。特に体力訓練の困難さは、不慣れな生活に体力的に迅速に適応しなければならないことから来ている。
基礎訓練は基礎戦闘訓練と先進個別訓練の2つからなる。
基本戦闘訓練(Basic Combat Training、BCT)は基礎訓練全体の最初の10週間で行われ、内容は陸軍、陸軍予備役、陸軍州兵の新兵で全て同じである。ここでは戦闘の技術から上官への挨拶まで、個人が兵士であることの基礎について全て学ぶ場所である。BCTでは戦闘の精神的・肉体的なストレスに耐性を付けるため、一人ひとりが厳しい体力訓練を受ける。BCTで訓練される最も重要な要素は自己管理力であり、新兵は多くの一般人の予想を超える多くの任務をこなす忙しい毎日に晒される。
高等個別訓練(Advanced Individual Training、AIT)は基礎訓練全体の残りの期間で行われ、新兵が個々の専門的な技能について学ぶ場所であり、その内容は兵科や職種専門技能(Military Occupational Specialty、MOS)によって異なる。例えば、新兵がヒューミント情報収集者の技能を有していれば、その新兵はBCTの終了後、アリゾナ州シエラビスタのフォート・ワチューカの情報学校に送られるだろう。また軍医のMOSを所有していれば、テキサス州サンアントニオ、サムヒューストンの陸軍衛生学校に送られるであろう。AITコースは最短4週間から最長52週間まで幅がある。新兵はAITにおいても、BCTでの課業と同じく厳しい日課や規律のもとに置かれ、絶えず体力と武器技能について試され続ける。

## 概要

### 練兵軍曹

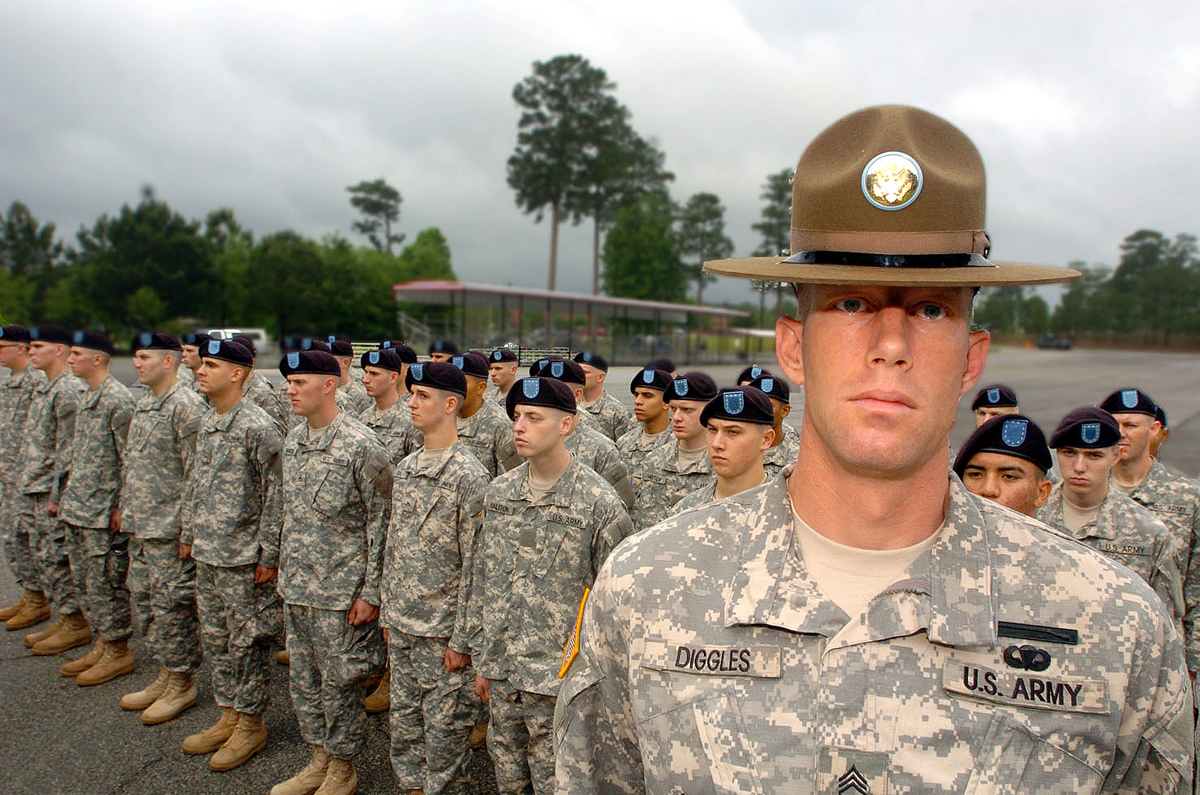

練兵軍曹（ドリルサージェントとも）は、基礎訓練の大部分の責任者である。彼らは武器の取り扱いから上官への挨拶まで全てを新兵に教え、誤りを指摘し、訓練過程を通して新兵に付き添う。彼らは新兵の安全にも責任を持つ。彼らは特徴的な帽子（キャンペーン・ハット、スモーキー・ベアとも呼ばれる）を着用している。
単に練兵軍曹の帽子に畏怖を抱かせるのではなく、軍の階級を尊重させて指揮系統の規律を保つという観点から、多くのAITコースでは小隊付軍曹が教官に就いている。

### バトル・バディー
「バトル・バディー」は、一般的には戦闘状況における兵士の相棒の呼称である。しかし基礎訓練中の規範としてもこの語が用いられ、新兵は単独で行動するのを禁止される。新兵が小隊や練兵軍曹から離れて行動する際、彼らは2人でバトル・バディーとして知られるペアを組んで行動する必要がある。バトル・バディーは割り当てられることもあれば、必要に応じて、外出する新兵自身によって指名されることもある。

### 日課

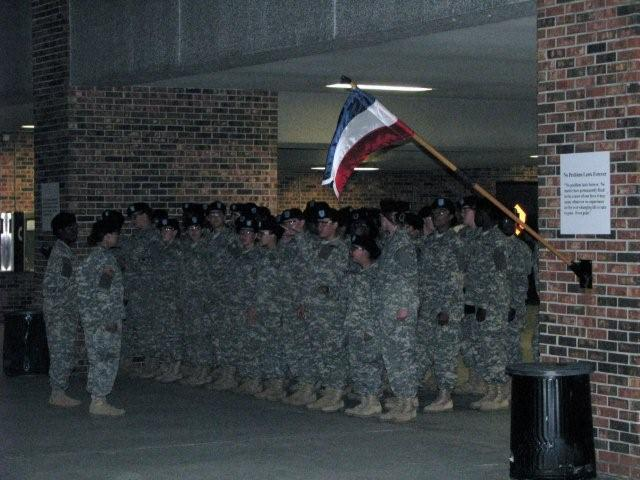
サウスカロライナ州コロンビア、フォート・ジャクソンの朝礼の隊形

基礎訓練中の日課は一般的にこの予定表に従う。時間については部隊指揮官や練兵軍曹が必要と認めれば、変更されることもある。
| 時刻 | 活動                            | 概要 |
| ---- | ------------------------------- | --- |
| 0430 | ファースト・コール              | 起床、個人の作業および身づくろい 男性新兵は毎朝のひげ剃りが義務とされるが、信教によっては例外措置もある                                           |
| 0500 | 体力訓練(Physical Training、PT) | 小隊の営庭に隊列を組み、朝の体力錬成 (柔軟運動やランニング)                                                                                       |
| 0600 | 朝食                            | |
| 0630 | 訓練                            | その日に計画された訓練演習を開始 |
| 1200 | 昼食                            | |
| 1230 | 訓練                            | その日に計画された訓練演習を継続 |
| 1700 | 夕食                            | |
| 1730 | 練兵軍曹の時間                  | 練兵軍曹が、注意を払う必要があると考えたあらゆる事柄について、新兵と話し合う時間 郵便物配布もこの時間で行われる                                   |
| 2000 | 個人の時間                      | 手紙を書く、洗濯をする、シャワーを浴びる、リラックスするなど個人の活動に充てる時間 兵舎の掃除やロッカーの整理整頓など小隊の活動に充てることもある |
| 2100 | 消灯                            | |

### ファイヤー・ガード、当直下士官
毎晩、小隊のうち少なくとも2人の新兵は常に起きていなければならない。彼らは兵舎付近を哨戒し、火災に注意し、兵舎を掃除し、兵舎から抜け出そうとしている新兵を見つける。彼らは1時間の当直終了後、次の一組の新兵を起こしにいく。この任務は「ファイヤー・ガード（防火守衛）」や「アクセス・コントロール・ガード（ACG、出入口管理守衛）」と呼ばれている。
ファイヤー・ガードの由来は木造の兵舎と薪ストーブの時代までさかのぼる。ファイヤー・ガードは兵舎の火災を防ぐため、火の番をしていた。現在では裸火が宿泊施設の暖房に用いられることはなくなったため、ファイヤー・ガードの存在は防火よりもむしろ規律の訓練である。とはいえ、気温が低い日に部隊によっては野外で夜間に訓練を行うことはあり、その際に灯油ストーブからの失火を防ぐための監視はなお必要である。現在では、夜間にも人員と機材の員数を保証するという目的で行われる。
当直下士官(Charge of Quarters、CQ)は似たような方法で機能する。CQは中隊全体からの交代制で、2人の当直新兵を伴う。実際にCQ勤務に就くのは練兵軍曹であり、2人の新兵は「ランナー」（伝令）と呼ばれ、CQのために仕事を行う。彼らはファイヤー・ガードと同じような任務を果たす。当直のCQのみが兵舎のドアを開けることを許され、他の者が兵舎に出入りしようとしたならば、ランナーはCQに注意を喚起しなければならない。

### 実地訓練
多くの実地訓練で、新兵は与えられた専門課程へ派遣される。例えば、クレイモア対人地雷のクラスでは、新兵が練習するためのダミーのクレイモアなどが用意されたフィールドで訓練を行う。またAT4対戦車無反動砲のクラスもあり、このクラスでは新兵は廃車となった戦車や軍用車両などが置かれた、戦場を模した訓練場に連れて来られる。ここで新兵は曳光弾が搭載された訓練用のAT4で様々な目標に攻撃を行う。ダミーの武器のみを使用する訓練では、通常1つの本物の武器が配備され、デモンストレーションが行われる。例えば、クレイモア対人地雷のクラスでは、本物のクレイモアが配備され、遠くで爆発させてみることもある。AT4のコースでは、1名の新兵(通常はライフルの成績が最も良い者)が選ばれ、本物のAT4を発射することができる。

### スプリット・トレーニング・オプション
陸軍予備役または州兵を希望する者は、スプリット・トレーニング・オプション（STOまたはSplit-op、分割訓練オプション）と呼ばれるコースを選択することができる。これは夏季休暇の時期にBCTを始め、その後は月に一回の週末に訓練を続ける。そして一年以内にBCTを修了したらAITに移行し、最終的に必要なMOSを取得する。このSTOは学校に通いながら参加できるため高校生に人気があり、季節労働者や大学生が参加することもできる。

## 訓練地
新兵が基礎訓練を受ける場所は、入隊と同時に選ばれた新兵の職種専門技能(Military Occupational Specialties、MOS)によって決められる。訓練地への移動に航空機を用いる必要がある場合、アメリカ陸軍の経費で民間の航空便が用いられる。

### 同一基地部隊訓練
いくつかのMOSでは、BCTとAITを同じ基地で、同じ仲間と、同じインストラクターから訓練を受けることとなる。これは同一基地部隊訓練(One Station Unit Training、OSUT)と呼ばれている。例えば歩兵連隊のMOSはBCTから続く5週間のAITから成っている。同じようなプログラムには、騎兵偵察隊、戦車搭乗員、憲兵隊、いくつかの工兵隊がある。

### 基本戦闘訓練(BCT)
アメリカ陸軍はBCTを4箇所で行っている。

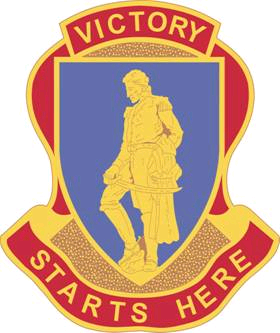
フォート・ジャクソンのBCTのエンブレム

- ジョージア州コロンバス、フォート・ベニング - 歩兵科と機甲科のOSUTも行う。
- サウスカロライナ州コロンビア、フォート・ジャクソン - 全てのBCT基地で最も広い。
- ミズーリ州セント・ロバート、フォート・レオナード・ウッド - 工兵科、化学兵器科、憲兵科のOSUTも行う。
- オクラホマ州ロートン、フォート・シル - 砲兵科のOSUTも行う。

### 高等個別訓練(AIT)
AITは新兵のMOSのため、対応する場所で行われる。
#高等個別訓練も参照

## 受付大隊

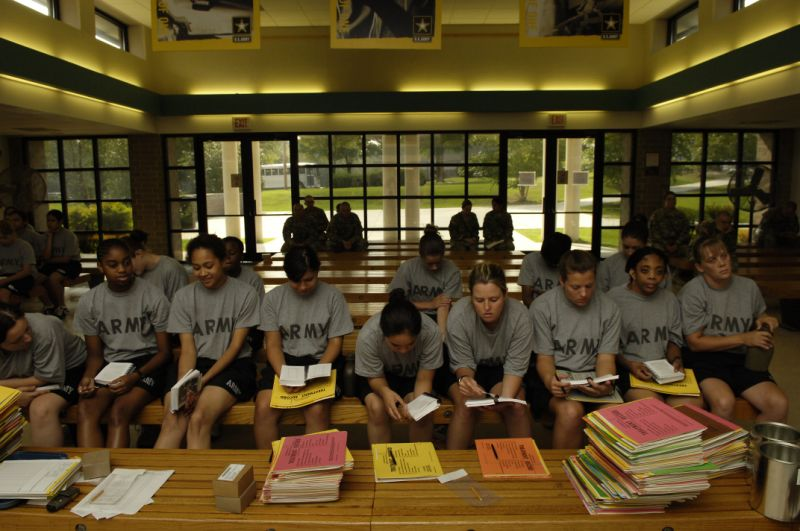
バスを降りて受入手続きへ向かう入営者達

受付大隊(RECeption BattalioN、RECBN)は、新兵がBCTを受ける基地に到着して始まる期間であり、一般的には4日間から10日間かかる。訓練に際して次のような準備を行う。
- 散髪（男性はスキンヘッドまたは丸刈り、女性は短く切るかピンで留める）
- 身体検査（血液検査、尿検査を含む）
- 予防接種
- 雑嚢やマウスピースなど、個人用装備と制服の配布
- 行進含む基本動作指導、兵舎の維持点検

### フィットネス訓練中隊
体力評価テストに落第した新兵は受付大隊に置かれているフィットネス訓練中隊（Fitness Training Company、FTC。俗語でファット・キャンプとも）へ戻ることができる。FTCではマスター・フィットネス・トレーナー(MFT)によって毎日の厳しい体力訓練と食事点検がなされる。FTCの新兵は体力評価テストを通過するために週に2回の機会が与えられ、通過することができるとBCTの次段階の訓練に復帰することができる。FTCにおいて4週間が経過(つまり8回の体力評価テストを受験)しても合格できない場合、エントリー・レベル・セパレーション（ELS、#基礎訓練中の除隊も参照）を通してその新兵は軍から除隊されることもある。
基礎訓練中に骨折など怪我をした新兵も、リハビリテーションのためFTCに送られることがある。

## 基本戦闘訓練
基本戦闘訓練(Basic Combat Training、BCT)は全ての職種専門技能(MOS)のために、同じ技術を教える10週間の訓練期間であり、最初の1週間は上記の受入期間である。これは、陸軍がその技術は全ての陸軍兵士にとって必要だと考えるからである。新兵全員はシステム化された同じ技術を教わらなければならないため、彼らは（自分の部隊のみならず）仲間と行動し、また必要に応じて自分（たち）を守る準備が整う。
BCTは3つの段階に分けられ、色で見分けることができる。すなわち赤、白、青であり、それぞれ第1段階、第2段階、第3段階に対応している。新兵の段階が上がっていくごとに、彼らには新しい責任、独立、特権が付与されていく。第1段階の新兵は絶えず練兵軍曹によって監視され付き添われるのに対して、第3段階の新兵は基本的に任務を正しく遂行できると信用され、自ら計画通りに行動する。
いくつかの基礎訓練場では、新兵の段階は小隊ごとの旗によって表される。新兵が卒業前に最後に行う野外訓練演習を完了すると、第3段階を表す青い旗はしばしば、全3段階のBCTを完了したことを表す赤、白、青の三色の旗に交換される。

### 第1段階

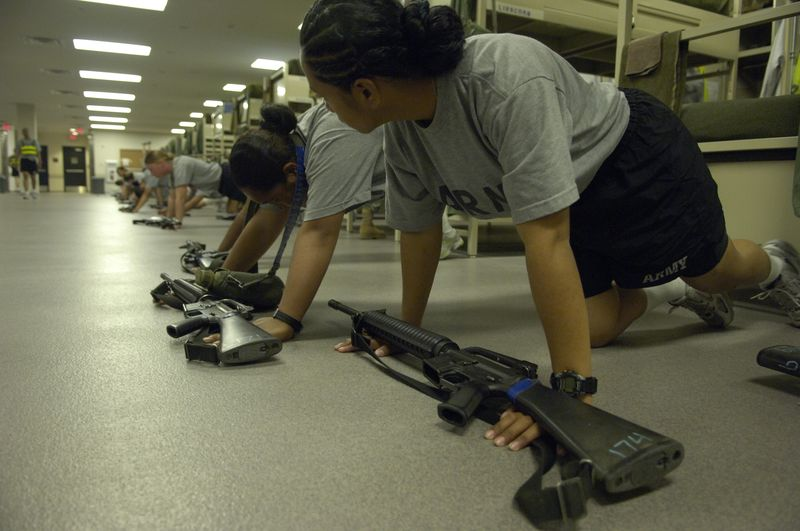
サウスカロライナ州コロンビア、フォート・ジャクソンで腕立て伏せを行う新兵

第1段階は「赤の段階」「愛国者の段階」とも呼ばれ、この間訓練生は練兵軍曹によって絶えず監視され、ミスの修正を求められる。新兵はしばしば部隊全体での修正を求められることもある。これによって新兵は責任の重さを覚え、鋭敏な注意力を養っていく。

#### 第1週
BCTを通して新兵の訓練に責任を持つ練兵軍曹と対面して、第1週目は始まる。練兵軍曹は受付大隊へと担当する新兵を迎えに行き、新兵達を彼らの中隊区域まで輸送するか、行進させる。区域は中隊（およそ200人の新兵）の共用空間であり、4つの兵舎（1つに付き50人を収容）を備えている。
中隊区域への到着と同時に、新兵達は「バッグ・ドリル」のような訓練を受ける。これは全ての新兵の雑嚢を同じ場所に山積みにして行う訓練で、新兵達は制限時間内に自分の雑嚢を見つけ出さなくてはならない。訓練の達成のために協力することが必要だと新兵達が気付くまで、訓練は失敗し再挑戦し続けるように訓練は作成されている。バッグ・ドリルの後、新兵は小隊に分けられる。
第1週目では教練と式典の訓練が始まる。行進の方法、不動の姿勢（気を付け）、「右向け右」「左向け左」「休め」「回れ右（左）」などの教練と、起立時の姿勢について訓練する。新兵はこれらの訓練で「ラバー・ダック」と呼ばれるダミーのライフルを使うことにより、本物のライフルを扱う前に武器の重さや取り扱いに慣れることができる。最近では、武器に完全に慣れさせるために、BCTの開始と同時に新兵に本物のM16A4を支給するようになった。
座学では7種類の「陸軍中心価値観」を教えている。すなわち「Loyalty（忠誠）」「Duty（任務）」「Respect（尊敬）」「Selfless service（献身的な奉仕）」「Honor（名誉）」「Integrity（完全性）」「Personal courage（個人の勇気）」であり、「LDRSHIP」または「Leadership（リーダーシップ）」と覚えられる。セクシャルハラスメントや人種差別の認識・予防など、軍内での私生活に関する学科もある。

#### 第2週
第2週目の間に、新兵は徒手格闘の訓練を行う。訓練ではしばしば各小隊から選抜された新兵同士の勝ち抜き戦も行われる。各小隊から1人ずつ男性と女性の新兵が選ばれ、中隊内での順位を競う。
新兵は地図の読み方、ランドナビゲーション、コンパスの使用についても訓練を受け、その技術は「方位磁針コース」でテストされる。このコースで新兵はグループごとに樹海の中で、定められた複数のチェックポイントを進んで行かなければならない。
新兵は第2週目の間に「勝利の塔」と「協調性発達コース」にも取り組まなければならない。「勝利の塔」は高所で行われるナビゲーション走で、縄ばしごや橋、15 mの壁を懸垂下降で降りるなどの障害が取り入れられている。「協調性発達コース」も障害走に近いが分隊単位で行われ、個人の技術よりもチームとしての協調性を重要視している。
「コンバット・ライフセーバー」として知られる応急処置の訓練も行われる。新兵は負傷者について判断し、適切な処置を行うように訓練される。傷の手当てや止血帯の使用、脱水症状への対処などを学ぶ。

#### 第3週
第3週目に入ると、新兵はパジルスティックを用いた訓練や、意識を失ったり動けなくなった人を搬送する訓練を始める。また物理的な問題解決にあたる訓練もあり、例えば与えられた様々な障害や制約のもと、装備を地点Aから地点Bへ運ぶ方法を探すというものである。
新兵は一般的にこの週に「ガス室」訓練を受ける。これはガスマスクを着用して催涙ガスの充満した部屋で行う訓練であり、ガスマスクについて受けてきた講習の総まとめである。新兵はガス室を出る前にガスマスクを外すことを要求されるため、ガスの影響を短時間体験することができる。練兵軍曹は新兵がガスマスクを外している間、彼らの目、口を開けて呼吸をさせるために新兵の名前、社会保障番号や忠誠の誓いを述べるように要求される。新兵はこうした質問に答えるために、ガスの中で目や口を開けたり、息を吸うことを強いられる。
第3週目では新兵に標準的な武器であるM16A4アサルトライフルかM4カービンが与えられるが、まだ射撃訓練には至らない。ここでは基本小銃射撃術(Basic Rifle Marksmanship、BRM)の基礎が教えられ、たとえば銃身を動揺させずにトリガーを引き絞る練習が行われる。さらに小銃の通常分解(素早く分解し、掃除し、組み立てる)を習得する。現在ではこれらの訓練の多くは第1週目に座学の一環として行われる。

### 第2段階

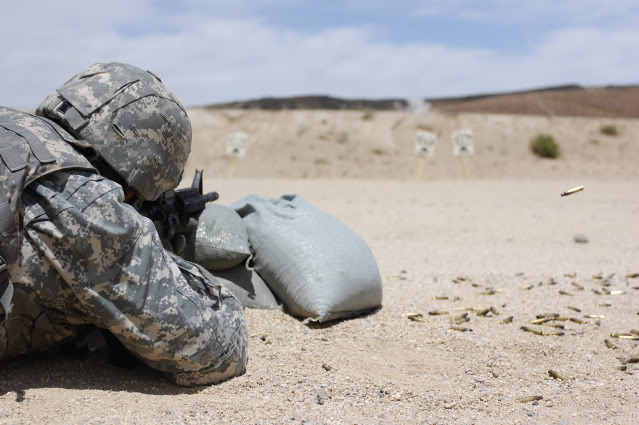

第2段階は「白の段階」「ガンマンの段階」とも呼ばれ、新兵が実際に射撃を行い始める段階である。支給されたM16A4で様々な目標に射撃を行う。目標は段々と遠くなり、命中させるのが難しい形状になり、飛び出てくるような物にもなってくる。新兵はM67などの手榴弾や、M203などのグレネードランチャー、M249やM240、M2などの機関銃についても訓練する。第2段階の第2週目は対戦車兵器や他の火器の訓練を行う。
新兵に自信を付けさせるために、制限時間内に一連の障害物を走破しなければならない「自身コース」と呼ばれる障害走も行われる。ここでは割り当てられたバトル・バディーと助け合うことも期待される。
加えて、教練や儀礼の訓練のみならず、激しく継続的な体力訓練がある。第2段階を完了して第3段階に移る際に、新兵は多くの訓練で実力を示し「Go(合格)」または「No-Go(不合格)」で判定されることになっている。

### 第3段階

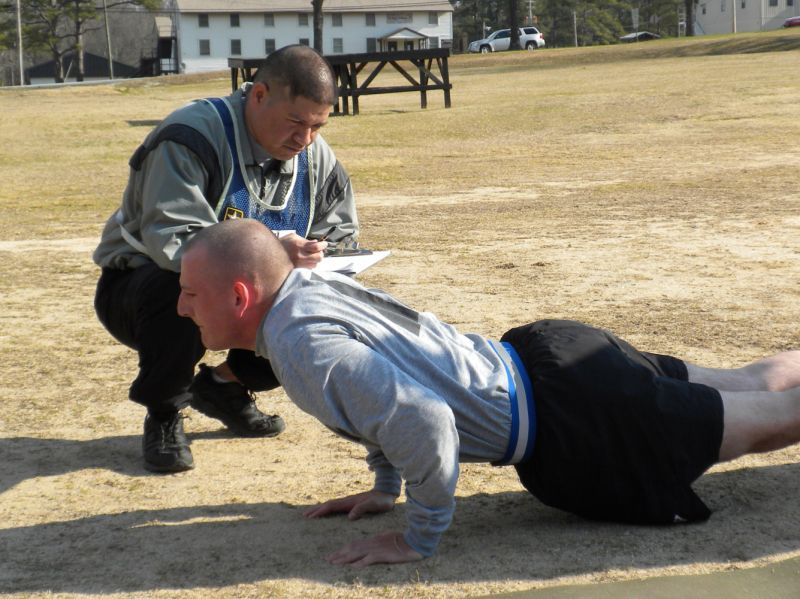
最後の体力テスト

第3段階は「青の段階」「戦士の段階」とも呼ばれ、基本戦闘訓練の最高峰である。この期間中、最後の体力検定がある。この検定は上述の各段階それぞれで行われており、不合格となった新兵は次の段階に進むことが許されず、弱い点を強化することを求めらる。最終的には、陸軍共通の年次体力検定と同じものに合格しなければならない。これに合格した新兵は野営や、夜戦、市街戦などの野戦訓練演習(Field Training Exercises、FTX)に進む。この間、調理施設にはアクセスできないため、食事は携帯食のMREか、後方で調理され送られてくる給食で済まされる。練兵軍曹は夜戦訓練などで新兵にストレスを与え、彼らの忍耐を挫こうとする。BCT期間中にFTXを行っている別の中隊がFTXに加わり、どちらのチームがより良いか競争になることもある。
第3段階の第2週目（BCTの8週目）には特殊戦術的なFTXが行われる。この演習において、練兵軍曹は助言をするものの、最終的な決定は新兵の小隊長と班長に任される。練兵軍曹はこの訓練で、チームでそれぞれ異なった判断をさせようと試みる。なぜなら兵士であることは非常に危険であり、新兵は攻撃性を持ち大胆不敵でなければならず、しかしながらそれを知性と常識で収めなければならないという状況に置かれるからである。この必要不可欠な条件を満たした者のみがAIT（高度個別訓練）へと進む。
FTXの後は、「回復週」とも呼ばれる訓練の最終週に臨む。この期間に、新兵は武器、寝具類、支給されたヘルメット、ガスマスク、水筒などのAITで使用しない装備品を点検・修理しなければならない。同時に兵舎内も点検整備し、新しい入営者を受け入れられる状態にしておく。この最終週では卒業式に備えるため、新兵の制服の確認や式典の練習も行われる。

## 高等個別訓練
高等個別訓練(Advanced Individual Training、AIT)は、新兵が選ばれた職種専門技能(MOS)によって異なる訓練を受ける過程である。AITの期間はMOSによって異なり、短ければ3週間、最も長ければ84週間(1年8ヶ月)である。
BCTと同じく、AITでは徐々に訓練生に特権を付与していく。訓練生がAITを開始するのは第4段階にあたる。必要な期間と満足できる成績を修めた後、訓練生は第5段階に進む。第5段階の訓練生は電子機器の使用や基地からの外出を申請することができる。さらに一定の期間と優秀な成績に応じて、訓練生は第5+段階へ進む。第5+段階の訓練生は施設内をバトル・バディー無しで単独行動することや、（飲酒が可能な年齢ならば）週末の飲酒、週末に基地の外への外泊などが許可されることすらもある。これらの特権は様々である。

### AITスクール
アメリカ陸軍のAITスクールは以下の通りである（全てのスクールを記載しているわけではない）:
- サウスカロライナ州コロンビア、フォート・ジャクソン - 高級副官学校[11]
- オクラホマ州ロートン、フォートシル - 対空兵器学校
- メリーランド州、フォート・ミード - 防衛情報学校
- ジョージア州コロンバス、フォート・ベニング - 機甲部隊学校[12]
- アラバマ州デイル郡、フォート・ラッカー - 航空学校[13]
- ヴァージニア州ニューポートニューズ、フォート・ユースティス - 航空兵站学校[14]
- サウスカロライナ州コロンビア、フォート・ジャクソン - 従軍牧師センター・学校[15]
- ミズーリ州セント・ロバート、フォート・レオナード・ウッド - 化学兵器学校[16]
- ミズーリ州セント・ロバート、フォート・レオナード・ウッド - 工兵学校[17]
- オクラホマ州ロートン、フォートシル - 野戦砲センター[18]
- サウスカロライナ州コロンビア、フォート・ジャクソン - 会計学校[19]
- ジョージア州コロンバス、フォート・ベニング - 歩兵学校[20]
- アリゾナ州シエラビスタ、フォート・ワチューカ - 諜報センター[21][22]
- ノースカロライナ州フェイエットビル、フォート・ブラッグ - ジョン・F・ケネディ特殊戦センター・学校
- テキサス州サンアントニオ、フォート・サム・ヒューストン - 陸軍医療センター・学校[23]
- ミズーリ州セント・ロバート、フォート・レオナード・ウッド - 憲兵学校[24]
- メリーランド州アバディーン、アバディーン性能試験場 - 機械整備学校[25]
- サウスカロライナ州リー郡 - 弾薬・電子機器整備学校[26]
- ヴァージニア州ピーターズバーグ、フォート・リー - 軍需品学校[27]
- ジョージア州オーガスタ、フォート・ゴードン - 信号学校[28]
- テキサス州サンアンジェロ、グッドフェロー空軍基地 - 信号情報分析学校[29]
- ヴァージニア州ピーターズバーグフォート・リー、ヴァージニア州ニューポートニューズフォート・ユースティス、ミズーリ州セント・ロバート、フォート・レオナード・ウッド - 輸送学校[30]

## 基礎訓練中の除隊
新兵は基礎訓練中に軍を除隊させられることがある。6ヶ月間（およそ180日間）の訓練を完了する前の除隊は特に特徴がなく、尊敬の対象とも軽蔑の対象ともならない。
- エントリー・レベル・セパレーション (ELS) は新兵の能力が十分でなかったり不正な行為を働いた際に適用される。自殺を望んでいるなどの極端な状況下でなければ、4週間の訓練と2回のカウンセリングの後に適用される[31]。
- 新兵が怪我や病気で訓練を受けることが難しい場合、新兵は軍医のドクターストップによって除隊となりうる。
- 現在いかなる状態であっても、入隊する前から存在している病気が発見されるとエグジスティング・プライア・トゥー・サービス (EPTS) として除隊となることがある。珍しいケースとして、こうした新兵が180日以上の間基礎訓練にいた場合、名誉除隊となることもある。